# جورج ر. مان
جورج ر. مان (بالإنجليزية: George R. Mann) هو مهندس معماري أمريكي، ولد في 12 يوليو 1856 في سيراكوز في الولايات المتحدة، وتوفي في 20 مارس 1939 في ليتل روك في الولايات المتحدة.